# 巴提奈区
巴提奈區（阿拉伯语：‎）是阿曼的一個地區，位於該國北部阿曼灣岸，西北與阿拉伯聯合大公國接壤。面積12,500平方公里，2003年人口653,505人。首府蘇哈爾。下分13區。
2011年10月28日阿曼政府对行政区划重新调整，巴提奈区被南北分为北巴提奈省及南巴提奈省两个省。